# 三升家勝蔵
三升家 勝蔵 （みますや かつぞう）は、落語の名跡。現在は空き名跡となっている。

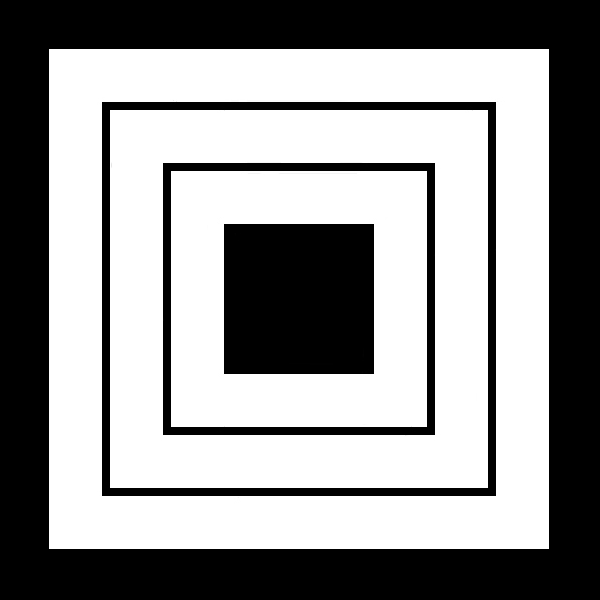
三升家勝蔵定紋「三升」

- 初代三升屋勝蔵（生没年不詳） - 初代三升亭小勝の門下。三遊亭圓朝が初めて真打の看板を上げた時にスケで出たという。幕末に没した。俗称：金次郎。
- 二代目三升家勝蔵 - 後∶六代目司馬龍生
- 三代目三升家勝蔵 - 岡本貞次郎
- 四代目三升家勝蔵 - 本項にて記述

四代目 三升家 勝蔵（みますや かつぞう、1860年8月 - 1921年10月12日）は、落語家。

## 経歴
『文之助系図』には「初メ三代目柳枝門人勇枝ト伝」とあるが明治10年代の番付類には春風亭ではなく柳亭で多くみられ20年代の番付類には春風亭で見えるため最初は初代談洲楼燕枝の門下であったようでその後三代目春風亭柳枝の門下になったようである。
1895年8月∶四代目三升亭小勝の門下で勝蔵を名乗った。

## 人物
ガマカエルに似ていたことから『ガマの勝蔵』というあだ名があり、1911年10月の『文芸倶楽部』の森暁紅の評に「勝蔵といふ雨蛙に似たツナギ落語家、問題にならず」と評されている。
生没年は六代目林家正蔵の『墓誌（技芸士招魂録）』による。